# 井關佳子
井關佳子（日语：井関 佳子，1970年1月19日—），日本女性配音員、歌手、舞台演員。出身於神奈川縣。A型血。

## 人物簡介
早稻田大學第二文學部演劇專修系畢業。主要從事舞台劇或音樂劇的演出工作。
1996年，進入聲優業界之後一直是以自由聲優的身份參與，並與同行白神直子和作曲家南方美智子共3人組成音樂組合（井關擔任主唱）持續進行音樂活動。

## 演出作品

### 電視動畫
1997年
1999年
- HUNTER×HUNTER (1999年版)（派克諾坦）
- 徽章戰士（鏡山）

2000年
- 仙魔大戰2000（日语：ビックリマン2000）（主婦）
- 徽章戰士（鏡山、少年B、小学生、的母親、小學生B）
- 遊☆戲☆王 怪獸之決鬥（御伽女孩3）

2001年
- 怪獸家族（金吉）

2002年
- 飆悍射將（大森福子）
- 尋找滿月（莎莉）
- 炸彈人JETTERS（日语：ボンバーマンジェッターズ）（Touko）

2003年
- 我要上太空（主婦A、男孩子A）

2004年
- 次元艦隊（桃井佐知子[1]）

2005年
- capeta（サトル、太郎）
- 蟲師（女、虹郎的母親、島上女性、村人）

2006年
- 人造昆蟲KABUTOBORG V×V（珍妮佛夫人、原始人妻）
- 我們的存在（山本有里的母親）
- 妖怪人間貝姆 (2006年版)（妻）

2008年
- 吸血鬼騎士 Guilty（幹部老女）

2009年
- 海上總動員（日语：エリアス ちいさなレスキューせん）（魯德）

2014年
- 蟲師 續章（伯母）

2018年
- 琴之森電視版（田山）

### OVA
1998年
- 橫濱購物紀行 -Quiet Country Cafe-（大嬸）

2002年
- HUNTER×HUNTER ORIGINAL VIDEO ANIMATION（派克諾坦）

2008年
- 爆粗Band友（根岸啓子、旁白）

### 電影動畫
2007年
- 琴之森（老師）

### 遊戲
- 逆轉裁判系列 宣傳影像（大場香）
- 徽章戰士系列（鏡山）
  - 徽章戰士4
  - 徽章戰士BRAVE

### 廣播劇CD
- 逆轉檢事2 ～來自宇宙的逆轉!?～（大場香）
- 廣播劇CD BOGL（笹野初音）

### 廣播CD
- HUNTER×HUNTER R 廣播Vol.8（派克諾坦）

### 舞台
- 音樂劇『美少女戰士（日语：美少女戦士セーラームーン (ミュージカル)）』（1995年－1996年，Sunshine劇場（日语：サンシャイン劇場） 等場次公演）－飾演 Zirconia（日语：デッド・ムーン）

## 演出
- 舞台『合唱Bravo（日语：合唱ブラボー）』
- 『舞台劇 網球王子 2nd Season』

## 擔任演出助手作品
- 『音樂劇 HUNTER×HUNTER』
- 『舞台劇·網球王子』
- 『ROCK MUSICAL BLEACH』
- 『Macross The Musicalture』

## 音樂作品
相關
- 『今日行』（1999年發行）
- （2001年發行）
- 『女／』（2004年5月發行）
- 『私』（2005年4月）
- 『Precious』並木法子&（2005年4月發行）
- （2005年12月21日發行）

## 外部連結
- （日語）－井關佳子的官方個人部落格。
- 的官方網站 （日語）
- Yoshiko Iseki在互联网电影资料库（IMDb）上的資料（英文）